# Noua Dreaptă
Noua Dreaptă (Nieuw Rechts) is een extreemrechtse nationalistische partij in Roemenië en Moldavië, gesticht in 2000.
Noua Dreaptă is geregistreerd als een politieke partij in 2015. Het aantal leden is niet geregistreerd, maar wordt geschat tussen 1000 en 2000.

## Verbindingen
Noua Dreaptă is een onderdeel van het European National Front, een overkoepelende organisatie.
Alliantie van Liberalen en Democraten · Alliantie voor de Unie van Roemenen · Democratisch-Liberale Partij · Democratische Unie van Hongaren in Roemenië · Groot-Roemeniëpartij · Humanistischekrachtpartij · Nationale Democratische Partij · Nationaal-Liberale Partij · Nationale Christen-Democratische Boerenpartij · Nationale Unie voor de vooruitgang van Roemenië · Nieuwegeneratiepartij · Nieuwe Republiek · Noua Dreaptă · M10 · Partij Verenigd Roemenië · Red Roemenië-Unie · Roemeense Sociale Partij · Sociaaldemocratische Partij · Partijen van etnische minderheden · Volksbewegingspartij